# Nokia 5700
Nokia 5700 XpressMusic are Bluetooth, port Infraroșu, miniUSB, cameră foto de 2 megapixeli. Are un ecran TFT de 2.2 inchi cu sistemul de operare Symbian OS v9.2 bazată pe S60.

## Design
Sunt trei taste media tastele de funcții diferite. Smartphone-ul este prevăzut cu 25 taste.
Pe partea din partea jos este camera de 2 megapixeli și lanterna LED, iar pe de altă parte - difuzor al doilea.
Microfonul este în partea de jos și lângă aceasta se află o mufă de 2.5 mm și un loc pentru a asigura un șnur.

## Conectivitate
Nokia 5700 este quad-band GSM/EDGE cu suport de UMTS 2100. Fiind un telefon quad-band GSM, 5700 va funcționa pe orice rețea GSM din lume.
Suportă Bluetooth v2.0 cu EDR (Enhanced Data Rate) care permite transferul rapid între telefoane și dispozitivele compatibile. Utilizatorul dispune de un port Infraroșu. 

## Multimedia
Nokia 5700 XpressMusic are ecranul de 2.2 inchi cu un afișaj maxim de 16 milioane de culori și rezoluția QVGA. 
Formatele de fișiere suportate sunt MP3, AAC, M4A, eAAC + și WMA. Player-ul de muzică gestionează formatul de redare M3U perfect si chiar se pot ocupa în mod automat în cazul în care fișierul este plasat în același director cu piesele.
Telefonul suporta profilul Bluetooth A2DP permite ascultarea pieselor preferate la căști Bluetooth stereo.
Nokia 5700 vine echipat cu Real Player și Flash Player. 
Camera este de 2 megapixeli, cu o rezoluție maximă de 1600 x 1200 pixeli și bliț LED.

## Caracteristici
- 2.2 inchi cu rezoluția QVGA până la 16 miliaone de culori
- Camera de 2 megapixeli
- Sistem de operare Symbian OS v9.2 bazat pe platforma S60
- Transmițător FM
- slot pentru card microSD, card de 2GB inclus
- Mufă de 2.5 mm
- Radio FM cu RDS
- Bluetooth și conectivitate USB (port microUSB)
- Infraroșu
- EDGE/GPRS